# Evuzok (peuple)
Pour les articles homonymes, voir Evouzok.
Les Evuzok (ou Evouzok) sont une population du Cameroun, vivant dans la région du Sud, le département de l'Océan, autour de Bipindi, Kribi, Lokoundjé, dans des villages tels que Atog-Boga, Bipaga II ou Bivouba ou Nsola. Ils font partie du grand groupe des Beti.

## Langue
Ils parlent l'evuzok, un dialecte de l'ewondo.

### Filmographie
- Danse aux esprits, film documentaire de Ricardo Iscar, 2013 (2009), 1 h 18 min (DVD) (en français et en ewondo), tourné à Nsola.